# Euxoa masoni
Euxoa masoni là một loài bướm đêm trong họ Noctuidae.